# Konstantinos Mavropanos
Konstantinos "Dinos" Mavropanos (grekiska: Κωνσταντίνος "Ντίνος" Μαυροπάνος), född 11 december 1997 i Aten, Grekland, är en grekisk fotbollsspelare som spelar för West Ham United. Han spelar som försvarare.

## Klubbkarriär
Den 4 januari 2018 blev Mavropanos klar för Premier League-klubben Arsenal. Den 13 januari 2020 lånades han ut till tyska 1.FC Nürnberg på ett låneavtal över resten av säsongen 2019/2020. I juli 2020 lånades Mavropanos ut till VfB Stuttgart på ett låneavtal över säsongen 2020/2021. I maj 2022 skrev han på ett längre kontrakt med den tyska klubben.
Den 22 augusti 2023 värvades Mavropanos av West Ham United, där han skrev på ett femårskontrakt.

## Landslagskarriär
Mavropanos debuterade för Greklands landslag den 28 mars 2021 i en 2–1-vinst över Honduras.